# Ashvina

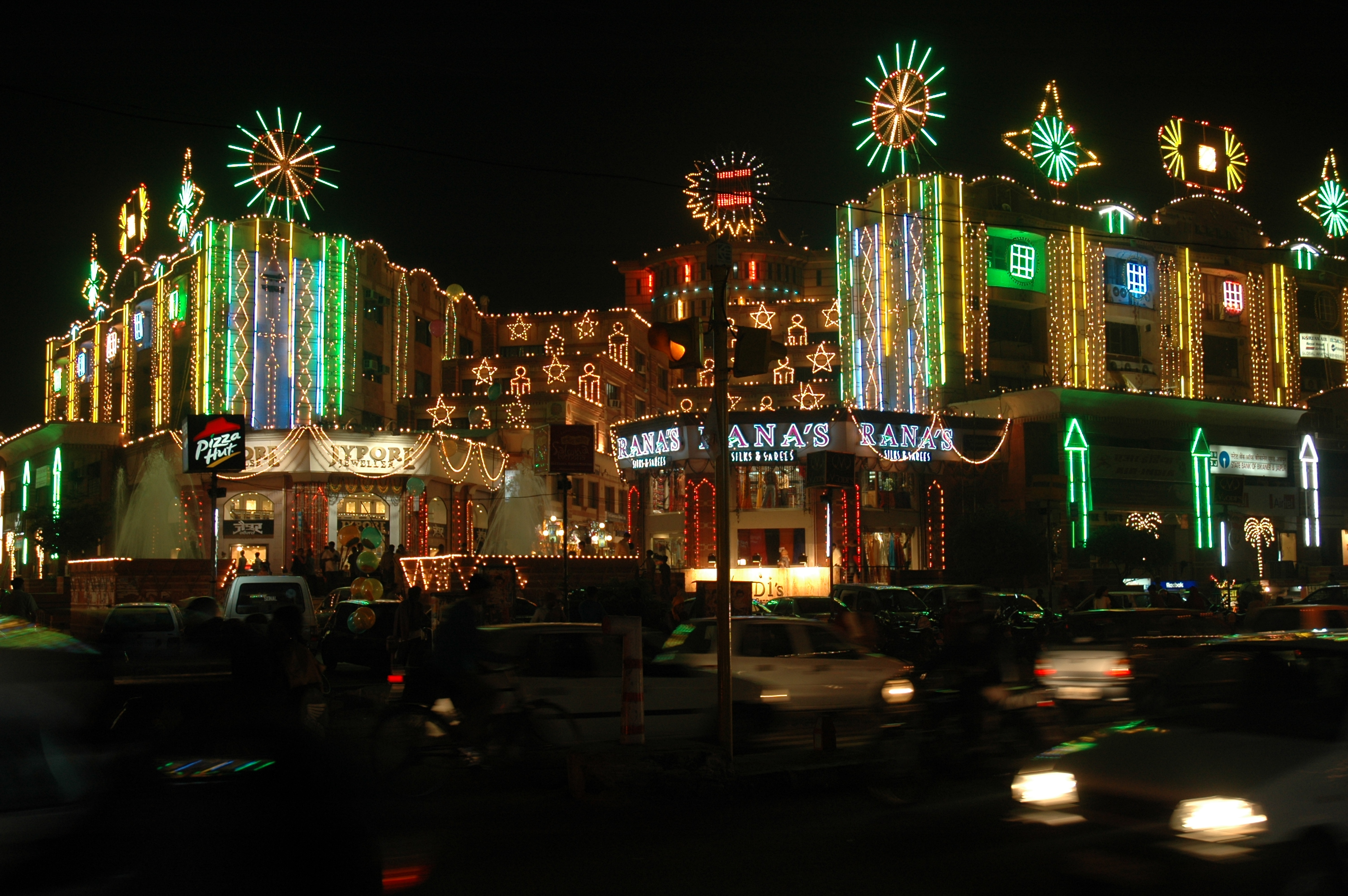
Straatverlichting ter gelegenheid van Divali

Ashvin is de zevende maand van de hindoekalender. Ashvin  is ook bekend als aswayuja. Ashvin begint volgens de westerse kalender tussen 23 september en 22 oktober wanneer de zon zich in de sterrenconstellatie Weegschaal begeeft. Tijdens de maand ashvin worden Durga Puja offers gedaan en wordt op de laatste dag Divali (lichtjesfeest) gevierd.